# Heterohyus
Heterohyus — вимерлий рід апетеміїд з раннього до пізнього еоцену. Маленька істота, що живе на деревах, із подовженими переднім і середнім пальцями, у цьому відношенні дещо нагадувала сучасного ай-ая.
Три скелети були знайдені на стоянці раннього еоцену в Мессель Піт, Німеччина.